# 铺门镇
铺门镇，是中华人民共和国广西壮族自治区贺州市八步区下辖的一个乡镇级行政单位。

## 行政区划
铺门镇下辖以下地区：
铺门村、上洞村、六合村、中华村、南华村、兴华村、龙桂村、八俊村、河东村、笛口村、回岗村、三洞村、河南村、三冲村、浪水村、鹤州村、兴全村、松坪村、安定村、全乐村、车龙村、福塔村、三元村和扶隆村。